# 埃尔穆阿
埃尔穆阿，是西班牙巴斯克自治区比斯开省的一个市镇。总面积6平方公里，总人口16795人（2001年），人口密度2799人/平方公里。